# 대촌중학교
대촌중학교(大村中學校)는 대한민국 광주광역시 남구 지석동에 위치한 공립 중학교이다.

## 학교 연혁
- 1969년 10월 14일 : 대촌중학교 설립 인가(15학급)
- 1970년 3월 21일 : 개교
- 1973년 1월 17일 : 제1회 졸업(182명)
- 2016년 3월 2일 : 혁신학교, 자율학교 지정
- 2024년 9월 1일 : 제26대 진정준 교장 취임
- 2025년 1월 10일 : 제53회 졸업(52명) 총 10,640명
- 2025년 3월 4일 : 신입생 입학(82명)

## 참고 자료
- 대촌중학교 - 한국교육학술정보원 학교알리미